# بطولة ويمبلدون 2010
بطولة ويمبلدون ثالث البطولات الأربعة الكبرى , البطولة التي تقام على الأراضية العشبية , التي تقام سنوياً في لندن , إنجلترا , بدأت البطولة في 21 يونيو وبقيت حتى 4 يوليو من عام 2010.

## قائمة أسماء الفائزين باللقب لعام 2010

### فردي رجال
رافاييل نادال هزم  توماس بيرديتش بنتيجة 6–3, 7–5, 6–4

### فردي سيدات
سيرينا ويليامز هزمت  فيرا زفوناريفا بنتيجة 6–3, 6–2

### زوجي رجال
يورجن ميلتسر /  فيليب بيتشنر هزما  روبيرت ليندستيدت /  هوريا تيكاو بنتيجة 6–1, 7–5, 7–5

### زوجي سيدات
فانيا كينغ /  ياروسلافا شفيدوفا هزمتا  ايلينا فيسنينا /  فيرا زفوناريفا بنتيجة 7–6(6), 6–2

### زوجي مختلط
ليندر بايس /  كارا بلاك هزما  ويسلي مودي /  ليزا رايموند بنيجة 6–4, 7–6(5)